# 李相官
李相官（리상관，？—），北韓政治家，任職咸鏡北道人民委員會委員長和最高人民會議代議員。

## 生平
李相官的早期事跡不詳，韓國統一部對其記錄始於2005年。當年，他出任黃海北道的人民委員會委員長。2009年的最高人民會議選舉中首次當選為代議員。翌年，他離任人民委員會委員長一職。2011年，調職至咸鏡北道人民委員會當委員長。2014年3月，連任為最高人民會議代議員。

## 資料來源
1. 1 2 3 4  .   [2014-04-13]. （原始内容存档于2014-04-13）.